# میکائیل لکا
میکائیل لکا (انگلیسی: Mickaël Leca؛ زادهٔ ۴ ژوئیهٔ ۱۹۹۴) بازیکن فوتبال اهل فرانسه است.
از باشگاه‌هایی که در آن بازی کرده‌است می‌توان به باشگاه فوتبال آژاکسیو اشاره کرد.